# Metriocnemus flaviceps
Metriocnemus flaviceps är en tvåvingeart som först beskrevs av Jean-Jacques Kieffer 1925.  Metriocnemus flaviceps ingår i släktet Metriocnemus och familjen fjädermyggor. Inga underarter finns listade i Catalogue of Life.